# Jaap le Poole
Jacob (Jaap) le Poole (Leiden, 21 mei 1914 – Deventer, 16 oktober 1993) was actief in het verzet tijdens de Tweede Wereldoorlog en daarna politicus.
Hij werd geboren als zoon van Samuel Jacob le Poole (1873-1931; fabrikant) en Odilia Arnolda van Beek (1875-1969). Hij is aan de Rijksuniversiteit Leiden afgestudeerd in het Indisch recht en ging rond 1939 werken bij de octrooiraad. Als een van de weinige Nederlandse ambtenaren weigerde hij eind 1940 een Ariërverklaring te tekenen. Hij raakte steeds meer betrokken bij het verzet. Zo organiseerde hij hulp aan onderduikers (had zelf ook Joodse onderduikers in huis) maar was ook verbindingsman en informatiebron voor de Nederlandse regering in Londen. In 1944 was hij betrokkenen bij de oprichting van het College van Vertrouwensmannen waarvan hij een van de secretarissen werd.
Le Poole kwam eind 1945 voor de SDAP in de Tweede Kamer. Na de verkiezingen in 1946 kon hij aanvankelijk niet terugkeren maar vanaf november 1947 was hij toch nog ruim een half jaar, intussen voor de PvdA, Tweede Kamerlid. Verder was hij directeur van de Stichting Toezicht Politieke Delinquenten (STPD) en daarna onder andere lid van de Centrale Raad van Advies voor het Gevangeniswezen. Hoewel hij een oud-verzetsman was, kwam hij in de naoorlogse jaren nadrukkelijk op voor een rechtvaardige behandeling van NSB'ers. Na de zelfmoord van Robert van Genechten (ooit een vooraanstaand NSB'er), nam hij diens zoon Frits op in zijn huis en hij was voor vrijlating van de Vier (later Drie) van Breda.
Later was hij directeur internationale gezondheidszaken bij het ministerie van Sociale Zaken en Volksgezondheid en daarna directeur van het Bureau van de Nederlandse Federatie voor de Geestelijke Volksgezondheid. Le Poole is in 1993 op 79-jarige leeftijd overleden.
Zijn dochter Fré le Poole was vicepresident bij de Rechtbank Assen en Eerste Kamerlid voor de PvdA.

## Onderscheidingen
- Ridder in de Orde van de Nederlandse Leeuw[1]

- Biografisch Portaal: 38348478
- Gemeinsame Normdatei: 133175103
- International Standard Name Identifier: 0000 0000 3709 3096
- Library of Congress Control Number: nb2007012216
- Nederlandse Thesaurus van Auteursnamen: 086726528
- Parlement.com: vg09ll4wpjzn
- Virtual International Authority File: 1194641
- WorldCat: E39PBJcKHvDG7kfpy3hJJ7QQbd